# ماثيو لونغ
ماثيو لونغ (بالإنجليزية: Matthew Long)‏ هو رجل إطفاء أمريكي، ولد في 1966 في نيويورك في الولايات المتحدة.